# روز نکبت
روز نکبت (به عربی: یوم النکبه) روز یادآوری نکبت، به معنای فاجعه فلسطین، است که شامل بیرون راندن صدها هزار فلسطینی و آواره شدن دائمی اکثریت مردم فلسطینی است. این روز عموماً در ۱۵ مه مقارن با اعلان منشور استقلال اسرائیل در سال ۱۹۴۸ گرامی داشته می‌شود. طبق اعلام خبرگزاری سازمان ملل، روز نکبت، «روز آوارگی دسته جمعی فلسطینی‌ها از سرزمینی بود که قرار بود به اسرائیل تبدیل شود»، و موجب شد «۷۰۰ هزار نفر فلسطینی تقریباً یک شبه به پناهنده تبدیل شوند».

## تعریف روز نکبت
در طول جنگ فلسطین ۱۹۴۸، حدود ۷۰۰ هزار فلسطینی فرار کرده یا اخراج شدند و صدها شهر و روستا خالی از جمعیت یا تخریب گردید.
آواره گان فلسطینی و فرزندانشان چندین میلیون نفر بودند که در مناطقی چون اردن (۲ میلیون نفر)، لبنان (۴۲۷٬۰۵۷ هزار نفر)، سوریه (۴۷۷٬۷۰۰ هزار نفر)، کرانه باختری (۷۸۸٬۱۰۸) و نوار غزه (۱٫۱ میلیون نفر) و همچنین اسرائیل (یک چهارم میلیون نفر) تقسیم شدند. این جابجایی و پراکندگی مردم فلسطین با عنوان نکبت(به عربی: النكبة) در عربی و به معنی فاجعه شناخته شد.

## زمان
به‌طور کلی روز نکبت، به روز ۱۵ مه گفته می‌شود که بر اساس تقویم میلادی روز قبل آن، روز استقلال اسرائیل است. از این رو برخی شهروندان عرب در اسرائیل روز نکبت را همزمان با روز استقلال این کشور، بزرگ می‌دارند. در حالی که به دلیل تفاوت تقویم‌های عبری و میلادی، این دو روز تنها هر ۱۹ سال یکبار باهم همزمان می‌شوند.

## قانون ضد روز نکبت در اسرائیل

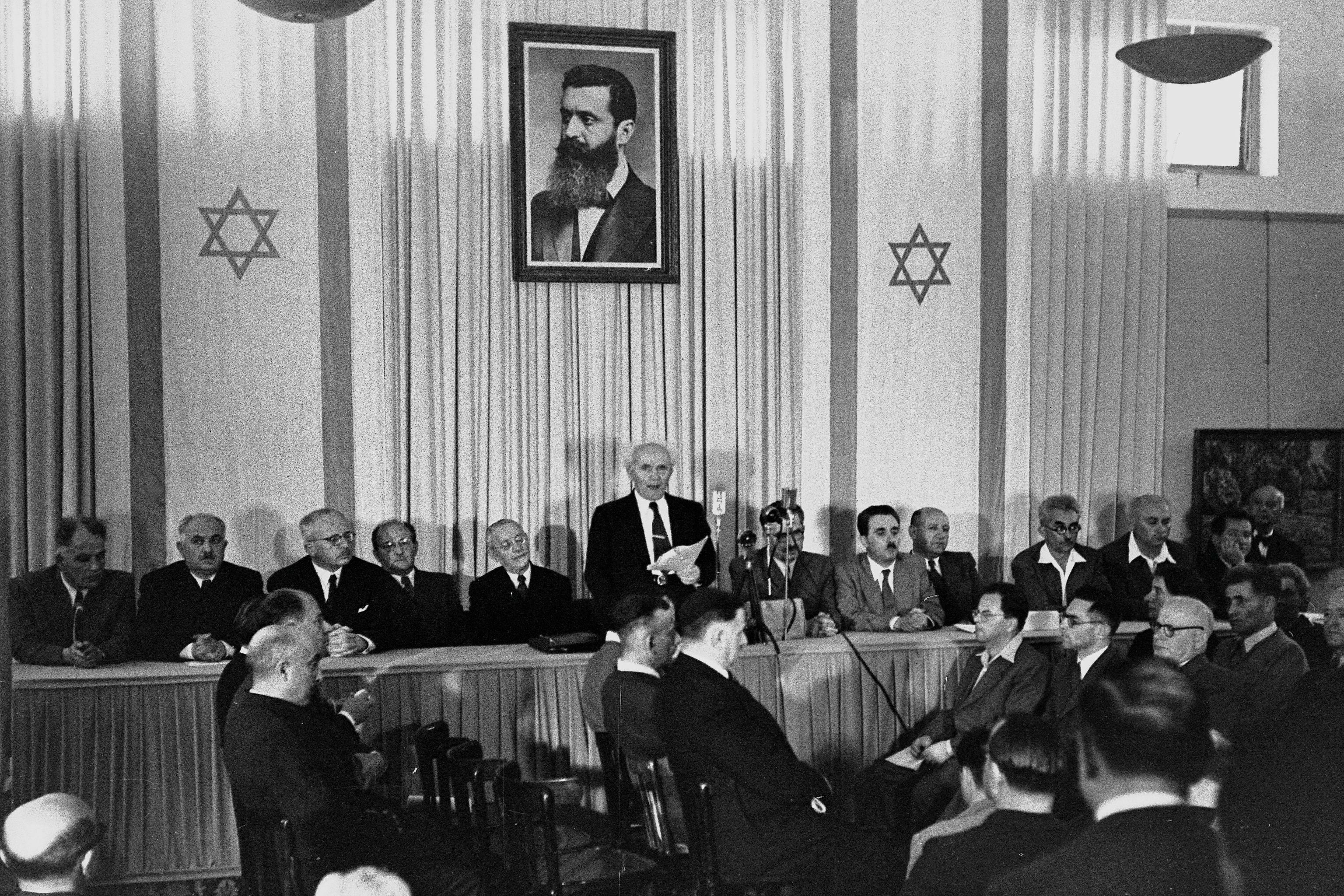
داوید بن گوریون، رئیس مجمع ملی که در آن زمان رئیس آژانس یهود بود، منشور استقلال اسرائیل را برای اولین بار قرائت کرد.

در ۲۳ مارس ۲۰۱۱ میلادی، پارلمان اسرائیل با ۳۷ رای در مقابل ۲۵ رای قانونی را تصویب نمود که بنا به آن هر سازمان غیردولتی مردم نهاد که روز نکبت را برگزار نماید مشمول کاهش کمک دولتی خواهد شد.

## واکنش‌ها به واژه روز نکبت
در سال ۱۳۸۷ و شصتمین سالگرد این روز بان کی مون در گفتگوی تلفنی با محمود عباس با فلسطینیان بخاطر مشکلاتی که پس از تأسیس اسرائیل برایشان پیش آمده همدردی کرده و از واژه روز نکبت استفاده کرد. این مسئله اعتراض نماینده اسرائیل در سازمان ملل را در پی داشت. البته وی هفته قبل با نخست‌وزیر اسرائیل نیز گفتگو و تأسیس اسرائیل را تبریک گفته بود.

## یادبود روز نکبت در سازمان ملل
سازمان ملل برای اولین بار در تاریخ خود، در روز ۱۵ مه ۲۰۲۳ (مقارن با ۲۵ اردیبهشت ۱۴۰۲) مراسم یادبودی برای روز نکبت برگزار کرد.
در این مراسم سطح بالای سیاسی، سران کشورهای عضو سازمان ملل و نیز محمود عباس، رئیس‌جمهور تشکیلات خودگردان فلسطین، حضور داشتند. محمود عباس در سخنرانی خود اظهار کرد «یاد نکبت باقی خواهد ماند. این موضوع به مردم ما برای پایان دادن به اشغال انگیزه خواهد داد. اشغال پایان خواهد یافت. حق فلسطین دیر یا زود به کرسی خواهد نشست تا صلح در منطقه ما و جهان حاکم شود». وی همچنین از سازمان ملل خواست تا حقوق مردم فلسطین را احیا کند و ۱۵ مه را به عنوان روز جهانی بزرگداشت مصیبت آنها تعیین نماید. وی تأکید کرد «این تراژدی زخمی بر پیکر بشریت است».
رزمری دی‌کارلو، معاون دبیرکل سازمان ملل در امور سیاسی و صلح، نیز در سخنانی اظهار کرد: «آوارگی دسته جمعی در سال ۱۹۴۸ برای فلسطینیان در سراسر جهان اهمیت دارد». وی با توجه به چشم‌انداز گسترش شهرک‌سازی‌های اسرائیل در اراضی اشغالی، خشونت‌های اخیر و نقض حقوق فلسطینیان توسط اسرائیل، نگرانی عمیق خود را در مورد تضعیف چشم‌انداز آغاز روند صلح در مسیر ایجاد راه حل دو دولتی ابراز نمود.
این مراسم با پخش قطعاتی از فیلم و اجرای ترانه‌های فلسطینی، از جمله توسط سنا موسی، نیز همراه بود.